# الدوري التشيلي لكرة القدم 1973
الدوري التشيلي لكرة القدم 1973 (بالإسبانية: Primera División de Chile 1973)‏ هو الموسم 41 من الدوري التشيلي لكرة القدم. كان عدد الأندية المشاركة فيه 18، وفاز فيه يونيون إسبانيولا.